# Шиллинг, Иоганн Август
Иоганн Август Шиллинг (5 июня 1829 — 6 января 1884) — немецкий врач и психиатр.
На протяжении всей своей жизни работал окружным врачом в Бургленгенфельде в Верхнем Пфальце. Был известен как плодовитый писатель в области медицины, в особенности психиатрии.
Основные работы: «Der Standpunkt der Irren in der bürgerl. Gesellschaft als Kranke und Menschen…» (Мюнхен, 1864); «Die Zurechnungsfähigkeit oder Verbrechen und Seelenstörung vor Gericht…» (Аугсбург, 1866); «Psychiatrische Briefe, oder die Irren, das Irren, das Irresein und das Irrenhaus» (ib., 1866; 2-е издание — 1867); «Die psych. Aetiologie der Scoliosen» (ib., 1863; 2-е издание — 1866).